# Samogiti
Samogiti  (samogitsko Žemaitē, litovsko Žemaičiai, latvijsko Žemaiši) so podskupina Litovcev, naseljenih v Samogitiji v Litvi. Veliko Samogitov govori samogitsko narečje, eno od glavnih narečij litovskega jezika. Samogitsko narečje se zelo razlikuje od standardne litovščine.
Četudi se Samogiti politično ne štejejo za etnično skupino, se je med popisom prebivalstva v Litvi leta 2011  2.169 prebivalcev opredelilo za Samogite. 53,9 % tako opredeljenih živi v okrožju Telšiai.

## Zgodovina
13. julija 1260 so Samogiti v bitki pri Durbeju odločilno porazili združene sile pruskega Tevtonskega viteškega reda in Livonskega reda.  Približno 150 vitezov je bilo ubitih, vključno z mojstrom Livonskega reda Burchardom von Hornhausenom in pruskim deželnim maršalom Henrikom Botelom.
Samogiti so živeli v zahodni Litvi in bili tesno povezani s Semigali in Kuri. Leta 1413 so postali zadnja skupina Evropejcev, ki se je spreobrnila v krščanstvo. Samogiti so bili eno od treh glavnih ljudstev  Velike kneževine Litve, Rutenije in Samogitije. Leta 1857 je bilo v guberniji Kovno 418.824 prebivacev s samogitskimi koreninami in 444.921 prebivalcev, ki so leta 1897 razglasili samogitsko narečje za svoj materni jezik. Litva trenutno ne dovoljuje navedbe samogitske  nacionalnosti v potnih listih, ker ni priznana kot nacionalnost. V Rusiji so Samogiti na seznamu  etničnih skupin. Leta 2002 se je za Samogita  (Žemaijty) izjasnila ena oseba.